# Агутієві
Агутієві (Dasyproctidae) — родина ссавців ряду гризуни. Згідно з МСОП, родина містить 2 сучасні роди з 15 видами, які поширені в Неотропіках від півдня Мексики до Еквадору, Болівії, Парагваю та північно-східної Аргентини. Найбільш ранній можливий викопний матеріал Dasyproctidae походить з початку олігоцену, Чилі.

## Морфологія
Ці гризуни середніх розмірів, довжина голови й тіла: 320–620 мм, довжина хвоста: 10–70 мм, вага: 0,6–4,0 кг. Шерсть груба і товста. Як правило зверху забарвлені рівномірно і нижня частина тіла блідіша. Тіло компактне свиноподібне, а голова кролеподібна. Хвіст короткий, череп міцний. Кінцівки доволі тонкі й пристосовані до бігу. Передні лапи мають чотири пальці й площина симетрії проходить між пальцями три і чотири (як у парнокопитних). Задні лапи мають три пальці, і площина симетрії проходить через третій палець, як у непарнокопитних. Ключиці — рудиментарні, а кігті копитоподібні. Різці досить тонкі. Зубна формула: I 1/1, C 0/0, P 1/1, M 3/3. Самки мають чотири пари черевних молочних залоз.

## Поширення та поведінка
Це рослиноїдні гризуни, що як правило населяють тропічні ліси, і в основному ведуть денний спосіб життя. Вони є швидкими і гнучкими бігунами які, як правило, пересуваються второваними стежками. Мають звичку залишатися на місці при наближенні хижака, а потім вириваються з-під укриття і бігти, як це роблять невеликі антилопи.

## Систематика
- Родина Dasyproctidae (Агутієві)
  - Рід Dasyprocta (Агуті)
    - Вид Dasyprocta azarae (Агуті Азара)
    - Вид Dasyprocta coibae (Агуті Койби)
    - Вид Dasyprocta croconota
    - Вид Dasyprocta fuliginosa (Агуті чорний)
    - Вид Dasyprocta guamara (Агуті Оріноко)
    - Вид Dasyprocta iacki
    - Вид Dasyprocta kalinowskii (Агуті Калиновського)
    - Вид Dasyprocta leporina (Агуті бразильський)
    - Вид Dasyprocta mexicana (Агуті мексиканський)
    - Вид Dasyprocta prymnolopha (Агуті східнобразильський)
    - Вид Dasyprocta punctata (Агуті центральноамериканський)
    - Вид Dasyprocta ruatanica (Агуті роатанський)
    - Вид Dasyprocta variegata

  - Рід Myoprocta (Акучі)
    - Вид Myoprocta acouchy (Акучі червоний)
    - Вид Myoprocta pratti (Акучі зелений)

  - Вимерлі роди: †Alloiomys, †Australoprocta, †Branisamys, †Neoreomys, †Megastus, †Palmiramys

## Агутієве забарвлення
Агутієве забарвлення (англ. Agouti) — стиль забарвлення, який полягає в суміші світлих і темних смуг кольору в хутрі різних тварин. Стиль названий за назвою роду ссавців, агуті.